# Rubens Josué da Costa
Rubens Josué da Costa (24 de novembre de 1928 - 31 de maig de 1991) fou un futbolista brasiler.

## Selecció del Brasil
Va formar part de l'equip brasiler a la Copa del Món de 1954.